# دیوید هانت
دیوید هانت (انگلیسی: David Hunt؛ زادهٔ ۱۰ دسامبر ۱۹۵۳) بازیگر، تهیه‌کننده فیلم و کارگردان فیلم اهل بریتانیا است. وی از سال ۱۹۸۸ میلادی تاکنون مشغول فعالیت بوده‌است.
از فیلم‌ها یا برنامه‌های تلویزیونی که وی در آن نقش داشته‌است، می‌توان به فهرست مرگ، درست مانند یک زن، جید، قتل در قطار سریع‌السیر شرق، لطف حیرت‌آور،  جلودارهای جدید، مانک، ۲۴، کسل و مد من اشاره کرد.